# High-tech az építészetben
A high-tech építészeti stílus követői acél–üveg épületeket terveznek, amelyeken a modern technika megjelenéseként kívülről is láthatóvá teszik a funkcionális elemeket, például a villamosáram-vezetékeket, szellőző-csatornákat, lifteket. Ezzel a megoldással sok hasznos alapterületet nyernek az épületen belül, másrészt a szolgáltató egységek karbantartása olcsóbbá válik a jobb hozzáférhetőség miatt. Ebben a stílusban épült a párizsi Pompidou központ 1977-ben (tervezte Renzo Piano és Richard Rogers), a londoni Lloyd's-ház (1978-ban tervezte Rogers). További épületek: a deportáltak emlékére emelt madridi palota, a budapesti Naphegyen az MTI székháza, s még számos épület Európában, Amerikában, Ázsiában.
A Beaburg néven is emlegetett Georges Pompidou Kulturális Központ épülete éppen olyan nagy felháborodást váltott ki a franciákból, mint annak idején az 1889-es párizsi világkiállításra épített Eiffel-torony. Kétségtelen, hogy ez a gyárra vagy tengeri fúrótoronyra emlékeztető épület megjelenése nélkülözi az ünnepélyességet, idővel azonban a modern Párizs egyik emblematikus épülete lett. Funkcióját kiválóan betölti, van benne közkönyvtár, múzeum, könyvkereskedés, rendeznek benne időszaki kiállításokat. A modern művészeti alkotások minden formáját be tudja fogadni. Az épület terén mutatványosok szórakoztatják a járókelőket, zenészek, festők is szívesen dolgoznak az épület körül.
Nagyon tipikus példája a high-tech építészetnek a londoni Lloyd's-ház, kifordított háznak nevezik, mivel a tervező R. Rogers a csővezetékeket és a szellőző csatornákat kivül helyezte el.
Világszerte, főleg Ázsiában szuper posztmodern épületek emelkednek a magasba, ezekre is sokszor azt mondják, hogy high-tech stílus, lehet mondani, hallani, de az már nem annak a stílusnak az irányzata, amit Renzo Piano és Richards Rogers indított útjára a Pompidou-palotával.

## Galéria

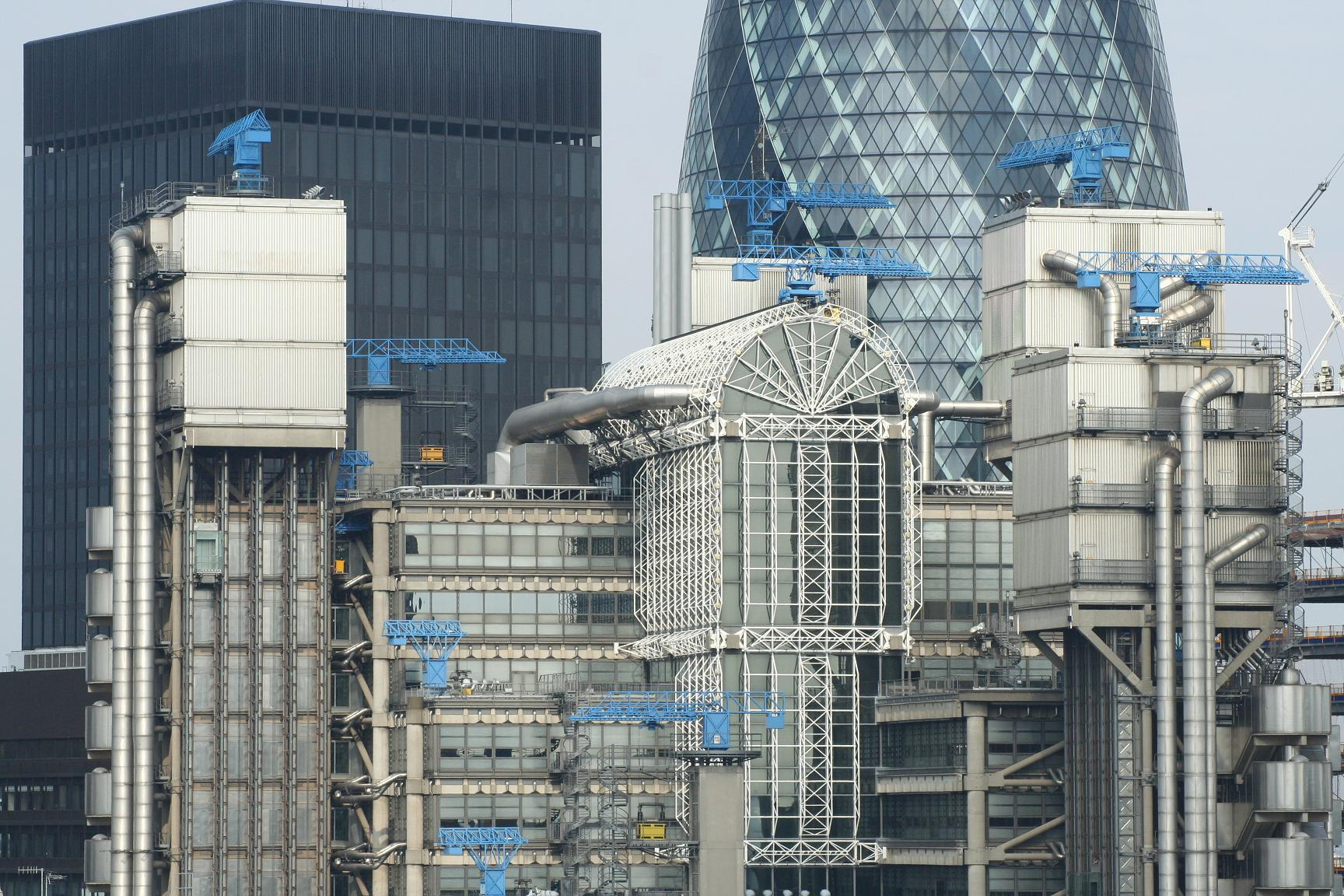
London. Lloyd's-ház (1978–1986-ban épült)
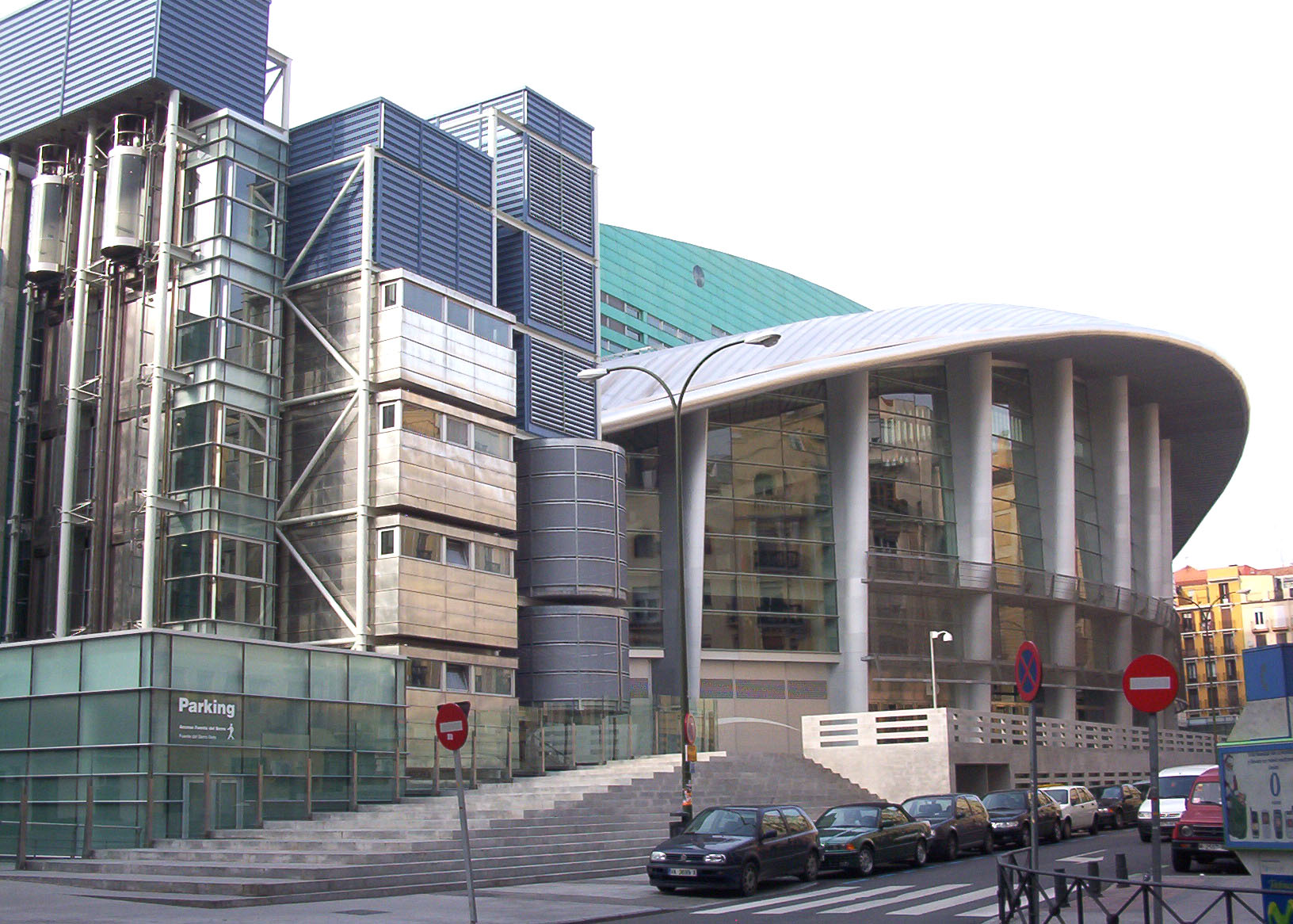
Madrid. A deportáltak emlékére emelt palota (2002–2005-ben épült)
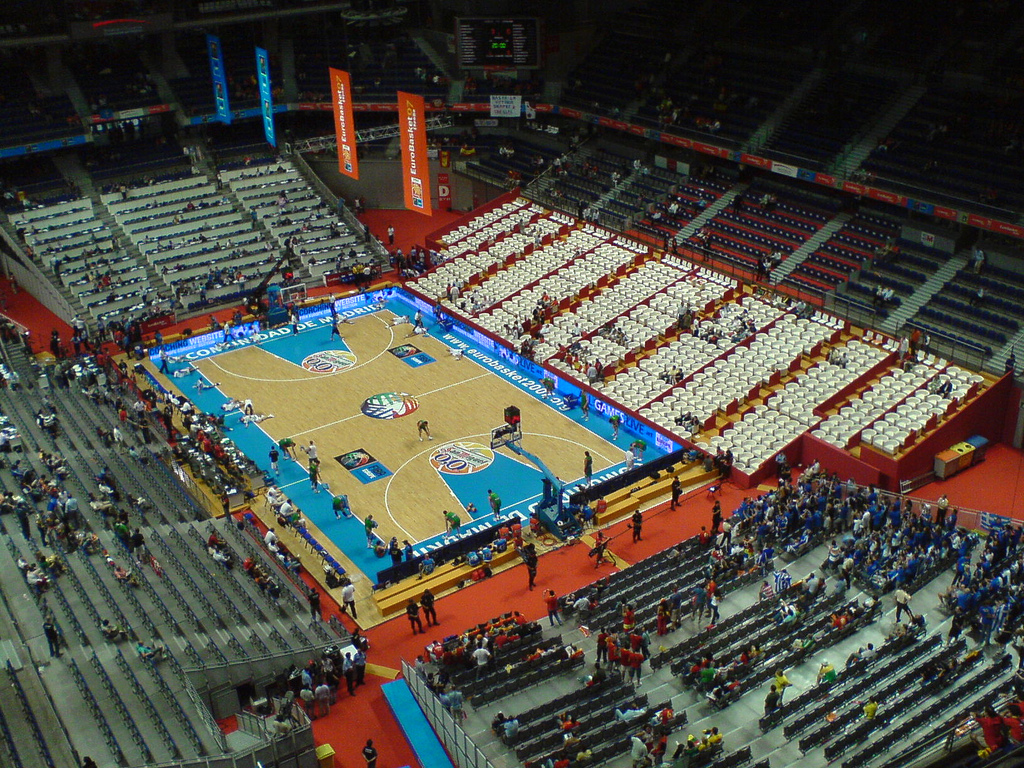
Madrid. A deportáltak emlékére emelt palota belül (teremsportok számára)
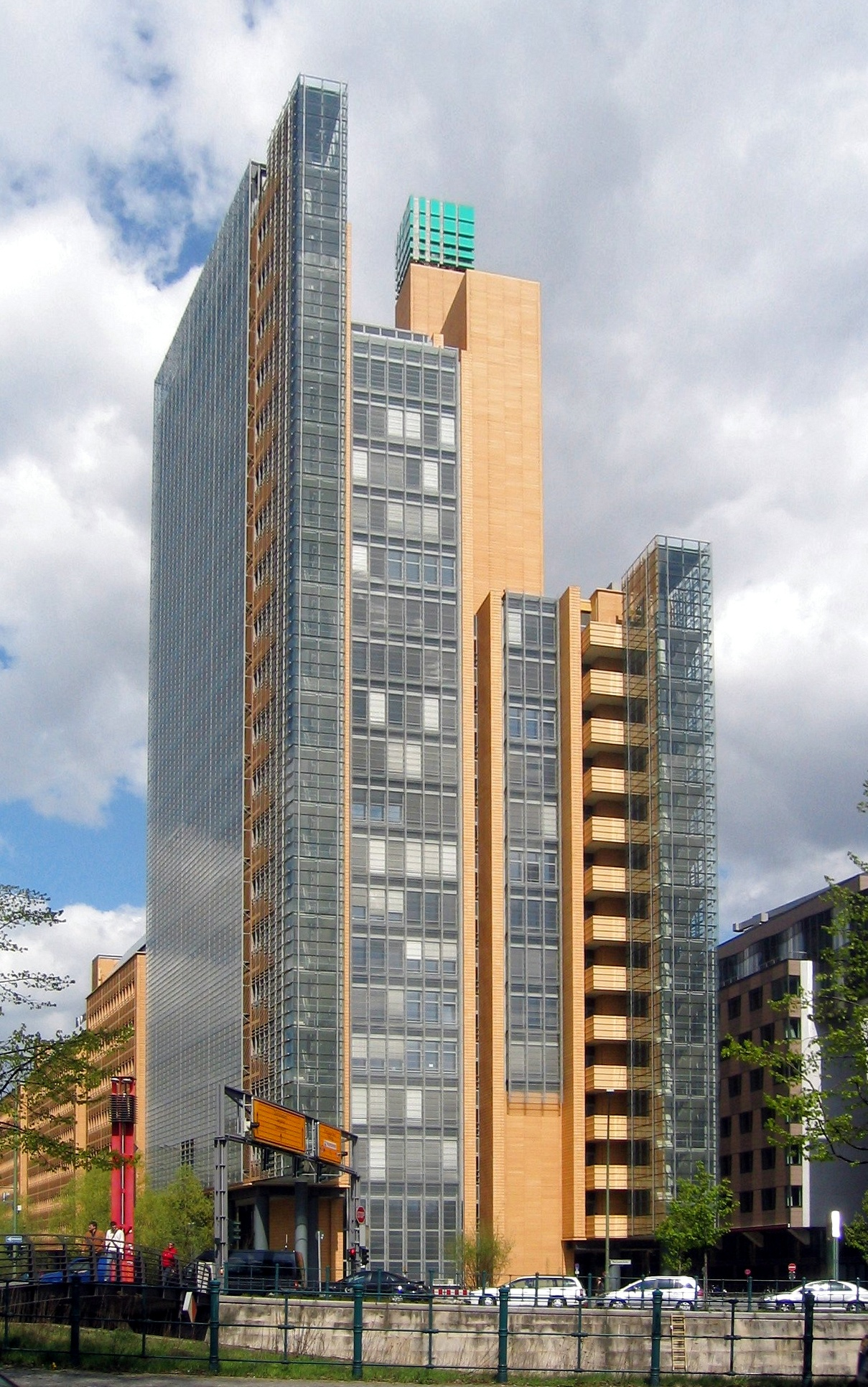
Berlin. Debis-ház (németül: debis-Haus, épült 1993–1997-ben)
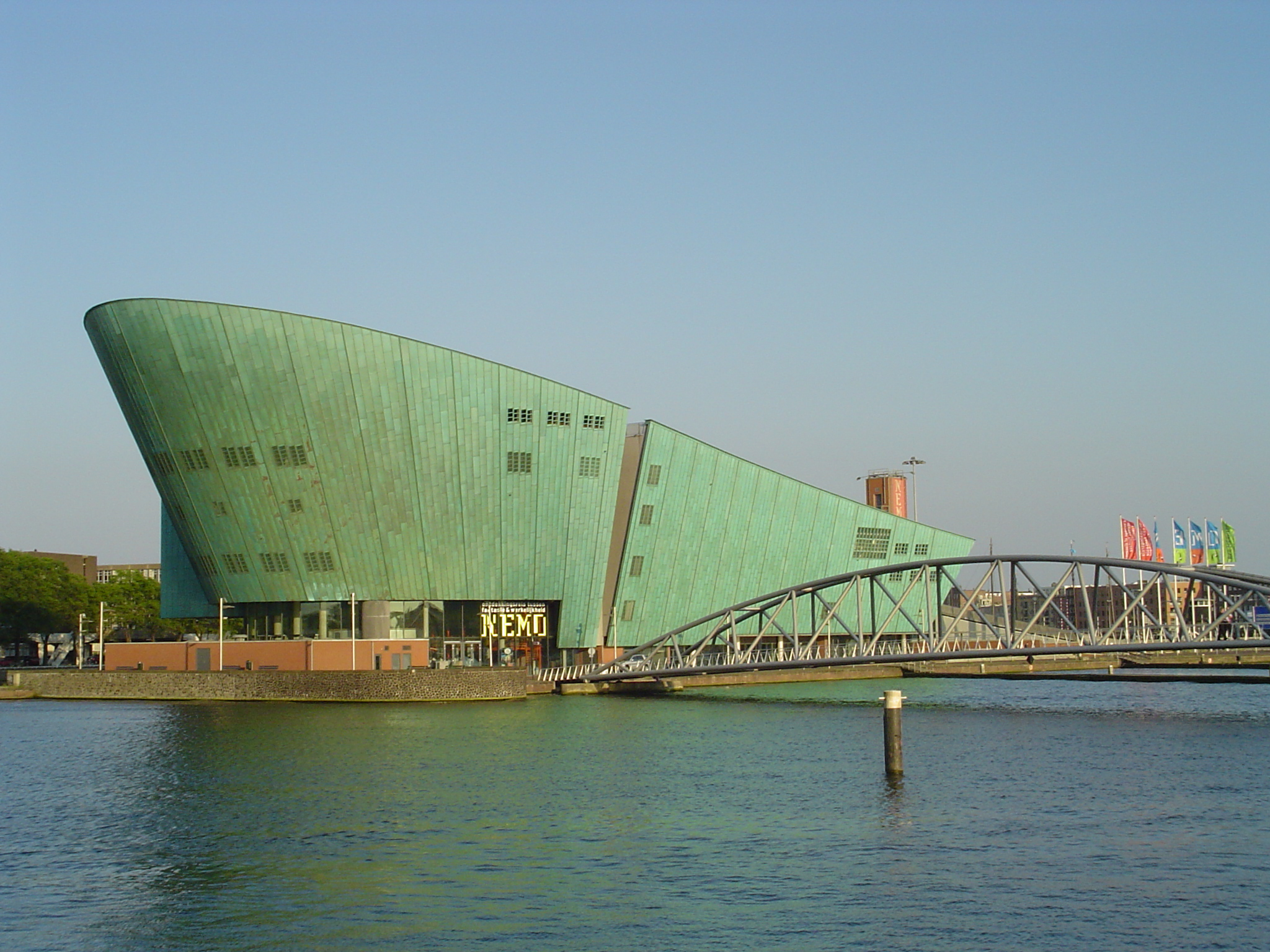
Amszterdam. NEMO Múzeum. Nagy tudományos központ Hollandiában
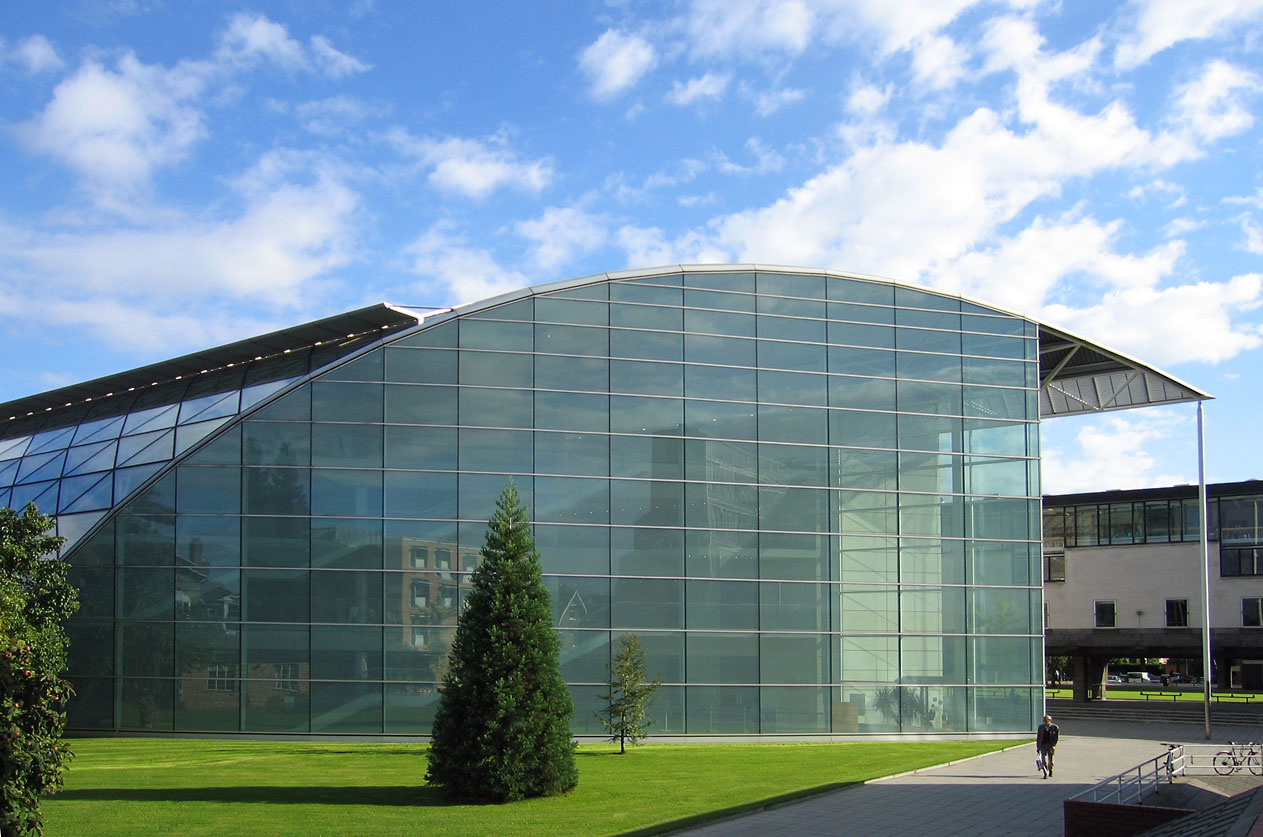
Cambridge-i Egyetem Jogtudományi Kar (épült 1995-ben)
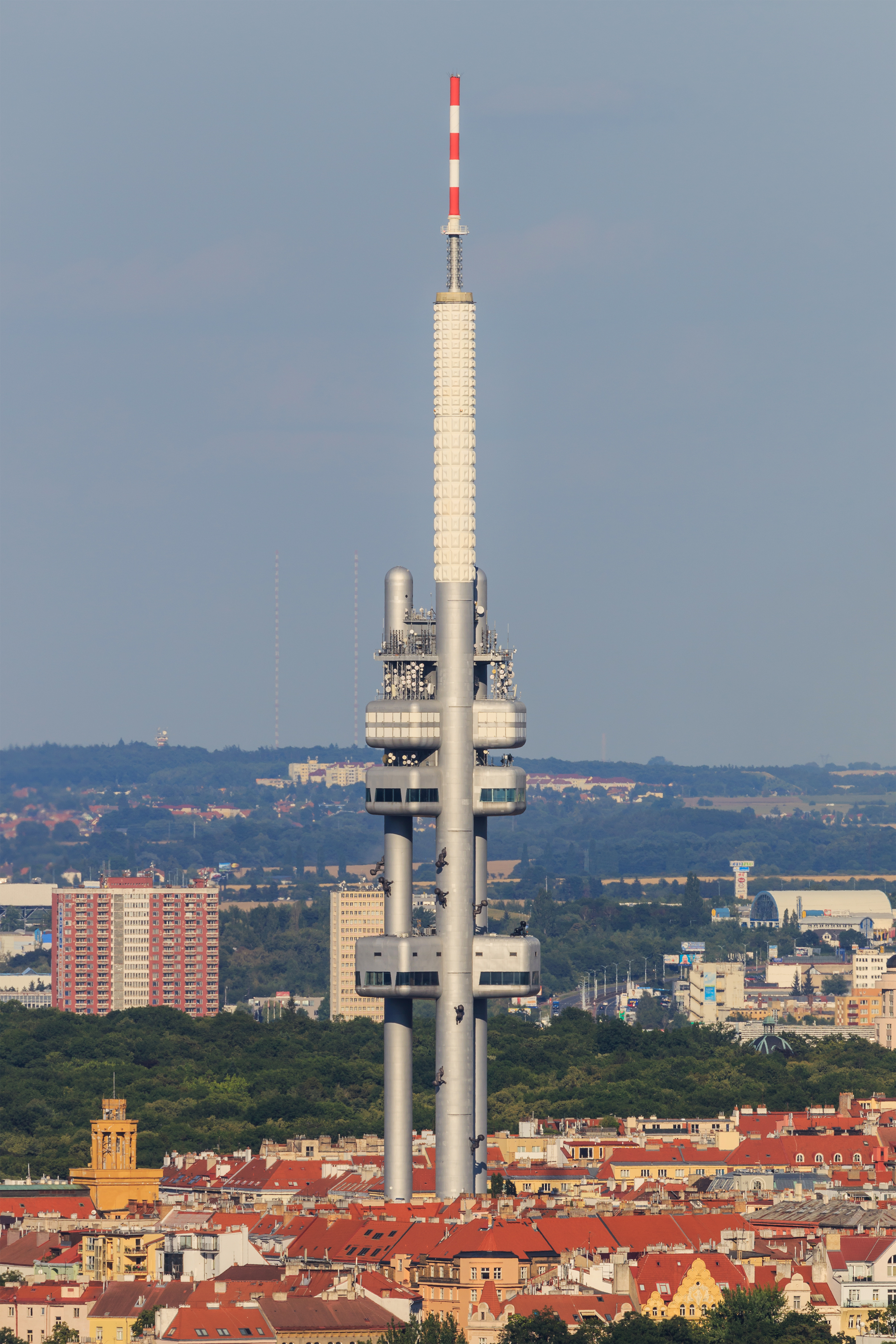
Prága, Žižkovi tévétorony (épült 1985–1992)